# عتاب عكايشي
عتاب العكايشي (6 سبتمبر 1996) هو مخرج تونسي مولود بالعاصمة تونس، أسس مهرجان الشباب التونسي سنة 2014 وهو أول مهرجان مخصص للمواهب الشبابية.
ومؤسس جمعية مبادرة الشباب التونسي وهي جمعية شبابية ثقافية اجتماعية

## أفلامه
1. بدون عتاب [3]
2. الساندويتش